# ألكس بيريرا
ألكس بيريرا (بالإسبانية: Alejandro Américo Pereira Amorím) هو لاعب كرة قدم فنزويلي، ولد في 15 يناير 1977 في كاراكاس في فنزويلا. لعب مع ريال سبورتينغ خيخون وريكرياتيفو وسبورتينغ خيخون ب.

## وصلات خارجية
- ألكس بيريرا على موقع قاعدة بيانات كرة القدم.إي يو (الإنجليزية)